# 宋郁文
宋郁文（1917年—1985年8月10日），名湘，中國廣東鶴山人，1917年生於廣州。1933年入廣州《共和報》，歷任校對、採訪、編輯等職。1937年抗日戰爭爆發後，兼主編《鐵血畫報》，又參加第四戰區政治部攝影大隊。後兼《大公報》廣州分館記者。1938年10月，轉任香港《大公報》戰地記者。旋返粤北曲江，歷任《大光報》編輯、採訪主任、編輯主任、總編輯各職，並創辦《風采樓》小報。1941年任《大光報》粤南版副主任兼總經理，又創辦《立言報》，後升總編輯，先後兼辦《西南日報》、《前鋒報》。抗戰勝利後，兼辦《天行報》、《原子能》雜誌。1949年10月，任《星暹日報》、《星泰晚報》編輯。1952年任香港《成報》編輯兼主筆，後兼珠海書院編輯學教授、樹仁學院文科教授、信義宗書院新聞系主任、香港中文大學校外進修部新聞標題學講師、香港大學校外課程部新聞文憑班講師。1966年10月，任中華學術院詩學研究所委員。1969年任香港電台第五台晚間節目《咬文嚼字》主持人。1978年10月，任《名流》月刊總編輯。1985年8月10日病逝。終年68歲。著有《三國雜談》、《杜甫詩話》、《唐詩戲講》、《俗語拾趣》、《廣州常用語僻字》等。

## 資料來源
1. ↑  宋郁文﹣民國人物 ﹣ 人物  （页面存档备份，存于） 知識貝殼